# Brzezinka (Brzeźnica)
Pour les articles homonymes, voir Brzezinka.
Brzezinka est une localité polonaise de la gmina de Brzeźnica, située dans le powiat de Wadowice en voïvodie de Petite-Pologne.